# Torneo Regional del Noroeste 2012
El Torneo Regional del Noroeste 2012 fue la décima cuarta edición de la competición regional de rugby del noroeste Argentino. Con clubes de la Unión de Rugby de Tucumán, Jujuy, Salta y Santiago del Estero en 3 categorías.
Lawn Tennis se consagró campeón del torneo por segundo año consecutivo.

## Forma de disputa
Se jugó un Torneo de Clasificación, dividido en dos zonas a una rueda todos contra todos, entre 19 equipos donde los primeros 4 primeros de cada zona clasificaron al Súper 8, mientras que del quinto al octavo disputaron la Zona Clasificación.
La Zona Campeonato (Súper 8) se jugó a una rueda todos contra todos. Los 4 primeros de la Zona Campeonato jugaron entre sí, a una rueda, con arrastre de puntos de la clasificación anterior, para definir el campeón del Torneo Regional 2012.

## Equipos
| Unión                      | Equipo                  | Ciudad                |
| -------------------------- | ----------------------- | --------------------- |
| Unión de Rugby de Tucumán  | Cardenales              | San Miguel de Tucumán |
| Unión de Rugby de Tucumán  | Universitario           | San Miguel de Tucumán |
| Unión de Rugby de Tucumán  | Huirapuca               | Concepción            |
| Unión de Rugby de Tucumán  | Jockey Club             | Yerba Buena           |
| Unión de Rugby de Tucumán  | Tarcos                  | San Miguel de Tucumán |
| Unión de Rugby de Tucumán  | Natación y Gimnasia     | San Miguel de Tucumán |
| Unión de Rugby de Tucumán  | Lawn Tennis             | San Miguel de Tucumán |
| Unión de Rugby de Tucumán  | Tucumán Rugby           | Yerba Buena           |
| Unión de Rugby de Tucumán  | Bajo Hondo              | San Miguel de Tucumán |
| Unión de Rugby de Tucumán  | Lince                   | San Miguel de Tucumán |
| Unión de Rugby de Salta    | Gimnasia y Tiro         | Salta                 |
| Unión de Rugby de Salta    | Jockey Club             | Salta                 |
| Unión de Rugby de Salta    | Tigres                  | San Lorenzo           |
| Unión de Rugby de Salta    | Universitario           | Salta                 |
| Unión de Rugby de Salta    | Tiro Federal            | Salta                 |
| Unión Santiagueña de Rugby | Old Lions               | Santiago del Estero   |
| Unión Santiagueña de Rugby | Santiago Lawn Tennis    | Santiago del Estero   |
| Unión Santiagueña de Rugby | Jockey Club de Santiago | Santiago del Estero   |
| Unión Jujeña de Rugby      | Suri                    | San Salvador de Jujuy |

### Distribución geográfica de los equipos
| Jurisdicción                     | Cant. | Equipos |
| -------------------------------- | ----- | --- |
| Provincia de Tucumán             | 10    | Universitario, Lawn Tennis, Los Tarcos,Tucuman Rugby, Huirapuca, Cardenales, Lince, Natación y Gimnasia, Jockey Club y Bajo Hondo |
| Provincia de Salta               | 5     | Jockey Club, Universitario, Gimnasia y Tiro, Tigres y Tiro Federal                                                                |
| Provincia de Santiago del Estero | 3     | Old Lions, Santiago Lawn Tennis y Jockey Club                                                                                     |
| Provincia de Jujuy               | 1     | Suri Rugby Club |

## Zona de clasificación

### Zona A
| Pos. | Equipo               | Encuentros | Encuentros | Encuentros | Encuentros | Puntos |
| Pos. | Equipo               | PJ         | PG         | PE         | PP         | Puntos |
| ---- | -------------------- | ---------- | ---------- | ---------- | ---------- | ------ |
| 1.º  | Lawn Tennis          | 9          | 8          | 1          | 0          | 39     |
| 2.º  | Los Tarcos           | 9          | 7          | 1          | 1          | 35     |
| 3.º  | Tucuman Rugby        | 9          | 6          | 0          | 3          | 32     |
| 4.º  | Huirapuca            | 9          | 6          | 0          | 3          | 30     |
| 5.º  | Gimnasia y Tiro      | 9          | 5          | 0          | 4          | 25     |
| 6.º  | Santiago Lawn Tennis | 9          | 4          | 0          | 5          | 20     |
| 7.º  | Natación y Gimnasia  | 9          | 4          | 0          | 5          | 19     |
| 8.º  | Bajo Hondo           | 9          | 3          | 0          | 6          | 13     |
| 9.º  | Tiro Federal         | 9          | 1          | 0          | 8          | 5      |
| 10.º | Suri                 | 9          | 0          | 0          | 9          | 0      |

|  | Clasificados al Súper 8              |
|  | Clasificados a Zona Clasificación II |

### Zona B
| Pos. | Equipo                  | Encuentros | Encuentros | Encuentros | Encuentros | Puntos |
| Pos. | Equipo                  | PJ         | PG         | PE         | PP         | Puntos |
| ---- | ----------------------- | ---------- | ---------- | ---------- | ---------- | ------ |
| 1.º  | Jockey Club de Salta    | 8          | 6          | 1          | 1          | 29     |
| 2.º  | Universitario (T)       | 8          | 6          | 0          | 2          | 28     |
| 3.º  | Cardenales              | 8          | 6          | 0          | 2          | 27     |
| 4.º  | Universitario (S)       | 8          | 5          | 1          | 2          | 26     |
| 5.º  | Lince                   | 8          | 4          | 0          | 4          | 21     |
| 6.º  | Old Lions               | 8          | 3          | 1          | 4          | 18     |
| 7.º  | Jockey Club (T)         | 8          | 3          | 0          | 5          | 14     |
| 8.º  | Tigres                  | 8          | 1          | 1          | 6          | 8      |
| 9.º  | Jockey Club de Santiago | 8          | 0          | 0          | 8          | 0      |

|  | Clasificados al Súper 8              |
|  | Clasificados a Zona Clasificación II |

## Súper 8
| Pos. | Equipo            | Encuentros | Encuentros | Encuentros | Encuentros | Puntos |
| Pos. | Equipo            | PJ         | PG         | PE         | PP         | Puntos |
| ---- | ----------------- | ---------- | ---------- | ---------- | ---------- | ------ |
| 1.º  | Cardenales        | 7          | 6          | 1          | 0          | 28     |
| 2.º  | Lawn Tennis       | 7          | 5          | 1          | 1          | 25     |
| 3.º  | Tucuman Rugby     | 7          | 4          | 1          | 2          | 23     |
| 4.º  | Universitario (T) | 7          | 3          | 2          | 2          | 17     |
| 5.º  | Huirapuca         | 7          | 2          | 0          | 5          | 13     |
| 6.º  | Jockey Club (S)   | 7          | 2          | 0          | 5          | 10     |
| 7.º  | Universitario (S) | 7          | 2          | 0          | 5          | 10     |
| 8.º  | Los Tarcos        | 7          | 1          | 1          | 5          | 9      |

|  | Clasificados a la Copa de Oro   |
|  | Clasificados a la Copa de Plata |

## Copa Oro
| Equipos       | Encuentros | Encuentros | Encuentros | Encuentros | Pts. Bonus | Puntos |
| Equipos       | PJ         | PG         | PE         | PP         | Pts. Bonus | Puntos |
| ------------- | ---------- | ---------- | ---------- | ---------- | ---------- | ------ |
| Lawn Tennis   | 3          | 2          | 0          | 1          | 2          | 35     |
| Cardenales    | 3          | 1          | 0          | 2          | 2          | 34     |
| Tucumán Rugby | 3          | 2          | 0          | 1          | 2          | 33     |
| Universitario | 3          | 1          | 0          | 2          | 2          | 23     |
| Campeón Lawn Tennis |
|                     |